# Saison 2009-2010 du FC Barcelone
Maillots
Chronologie
Saison précédente Saison suivante
La saison 2009-2010 du FC Barcelone est la deuxième saison de Pep Guardiola à la tête de l'équipe barcelonaise. Elle fait suite à la triomphale saison 2008-2009.
Lors de cette saison, le Barça remporte le championnat d'Espagne, les Supercoupes d'Espagne et d'Europe ainsi que la Coupe du monde des clubs.

## Résumé de la saison

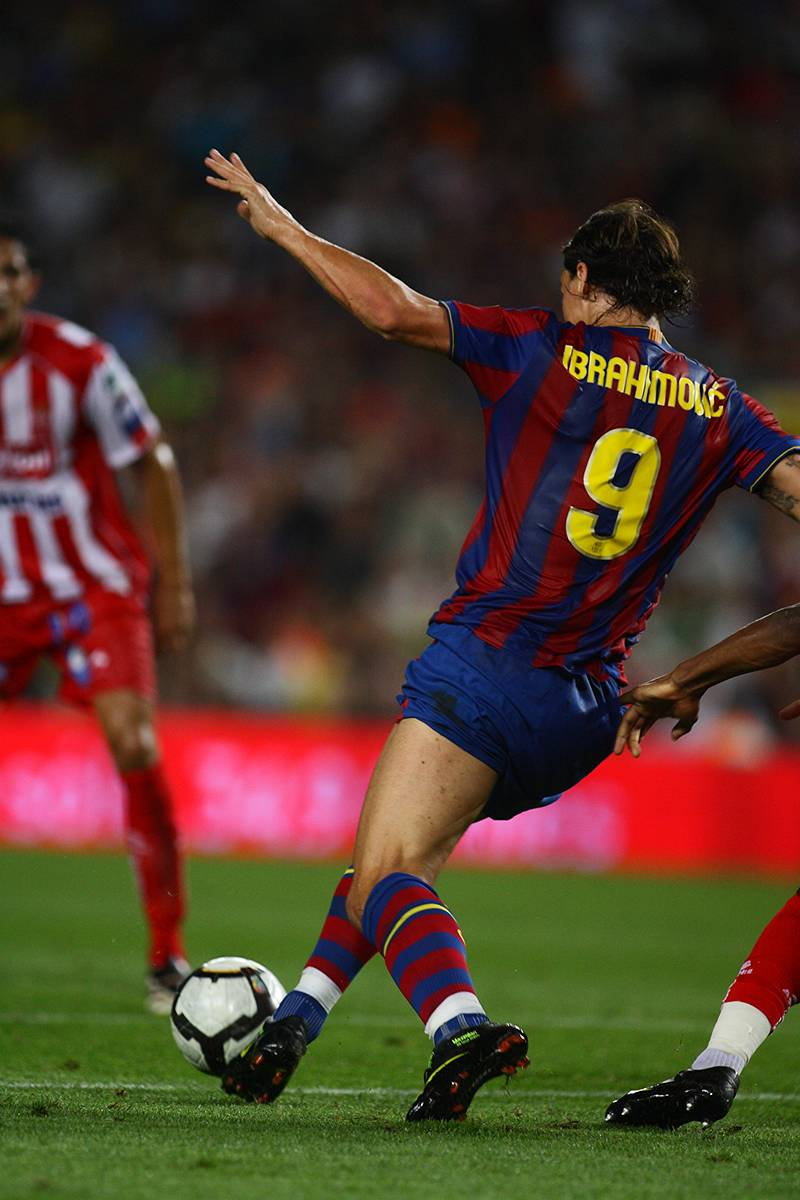
Zlatan Ibrahimović en 2009

Durant le mercato estival, Zlatan Ibrahimović arrive de l'Inter et rejoint le club catalan en échange de Samuel Eto'o plus 46 millions d'euros, ce qui en fait le transfert le plus cher de l'histoire du club. Henrique revient d'un prêt mais est de nouveau prêté au Racing Santander. Dmitro Chygrynskiy, pour 20 millions d'euros, Maxwell, pour 4,5 millions d'euros et Keirrison, pour 14 millions d'euros, rejoignent aussi le club. Ce dernier est immédiatement prêté à Benfica, tandis que Hleb et Cáceres sont prêtés respectivement au VfB Stuttgart et à la Juventus. Sylvinho, en fin de contrat, quitte définitivement le club et rejoint Manchester City. Gudjohnsen et Jorquera sont libérés de leur dernière année de contrat et rejoignent respectivement Monaco et Girona. Au total, le Barça a dépensé quelque 89 millions d'euros lors de ce mercato.
Le 16 août 2009, le FC Barcelone bat l'Athletic Bilbao au match aller de la Supercoupe d'Espagne par 2 buts à 1. Le 23 août au Camp Nou lors du match retour le Barça l'emporte 3 buts à 0 (doublé de Leo Messi et un but de Bojan Krkic) et remporte officiellement le premier trophée de la saison 2009-2010.
Le 28 août, à Monaco, le FC Barcelone s'adjuge la Supercoupe d'Europe en battant 1-0 le FC Chakhtar Donetsk lors de la deuxième mi-temps des prolongations. Ainsi, avant même le début du championnat, le club gagne son deuxième trophée grâce à un but de Pedro.
Le Barça démarre en Liga par une victoire 3-0 face au Sporting grâce à Bojan, Seydou Keita et la recrue phare Zlatan Ibrahimović.
En Ligue des champions, les Blaugranas débutent par un match nul 0-0 sur le terrain de l'Inter Milan. Ils terminent finalement à la 1re place du groupe, devant l'Inter Milan et le Roubine Kazan.
Le 19 décembre 2009, après avoir éliminé le CF Atlante en demi-finales, le Barça remporte la Coupe du monde des clubs en battant l'Estudiantes de la Plata 2 buts à 1 après prolongation. Les Catalans remportent ainsi leur sixième titre de l'année 2009.

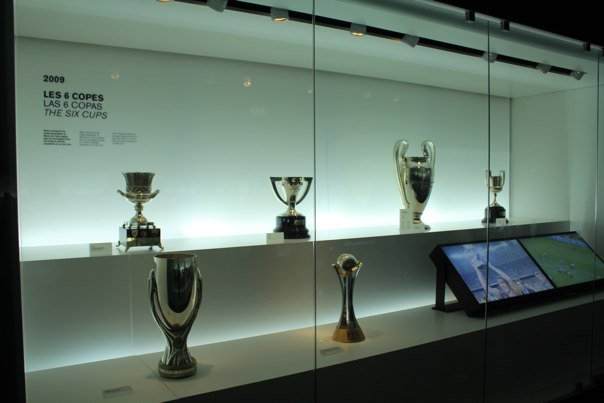
Les six trophées obtenus en 2009 exposés au Musée du FC Barcelone.

Le FC Barcelone est ainsi le premier club de l'histoire du football à réaliser le grand chelem (remporter toutes les compétitions jouées) au niveau des trophées : Copa del Rey, La Liga, Ligue des champions, Supercoupe d'Espagne, Supercoupe d'Europe et la coupe du monde des clubs.
Le 23 janvier 2010, le FC Barcelone boucle le premier tour de la Liga en leader invaincu pour la première fois de son histoire (15 victoires, 4 nuls).
Le 14 février 2010, le Barça connait sa première défaite en Liga au stade Vicente Calderon.
Le 31 mars 2010, match nul en quart de finale aller en Ligue des champions contre Arsenal 2-2. Après une forte domination catalane en deuxième mi-temps (deux buts d'Ibrahimović), Arsenal remonte la pente dans les vingt dernières minutes notamment grâce à Walcott et à Fabregas sur penalty.
Le 6 avril 2010 au Nou Camp (Barcelone), en match retour de la Ligue des champions, Bendtner ouvre le score a la 18e minute pour Arsenal grâce à un contre avec Walcott. À la 21e minute, Messi égalise par une frappe magnifique. Il finira par marquer les trois autres buts (4-1) qui envoient le FC Barcelone en demi-finales contre l'Inter de Milan de José Mourinho.
Le 10 avril 2010, il bat son rival le Real Madrid 2-0 (but de Messi et de Pedro) au stade Santiago Bernabéu, pour la quatrième fois consécutive et prend une sérieuse option pour le titre de la Liga.
En demi-finale de la Ligue des champions 2010, les Blaugranas sont éliminés par l'Inter Milan. La défaite 3-1 à l'aller est la première défaite du club par plus d'un but d'écart en deux ans.
Le 16 mai 2010, Le Barça remporte La Liga pour la 20e fois de son histoire en battant le Real Valladollid (4-0) devançant leur éternel rival, le Real Madrid de trois points qui est tenu en échec par Malaga (1-1) lors de l'ultime journée.
Les Blaugranas finissent la saison en étant la deuxième meilleure attaque avec 98 buts marqués derrière le Real (102 buts), meilleure défense de la Liga en encaissant 24 buts avec une seule défaite face à l'Atlético Madrid (2-1).
Leo Messi est, par ailleurs, pichichi de la Liga et soulier d'or auteur de 34 buts.

## Transferts
| Nom                | Nationalité | Transfert                       | Provenance/Destination | Division                          |
| Arrivées           |             |                                 |                        |                                   |
| Dmytro Chygrynskyi | Ukraine     | Transfert                       | FC Chakhtior Donetsk   | Championnat d'Ukraine de football |
| Scherrer Maxwell   | Brésil      | Transfert                       | Inter Milan            | Série A                           |
| Zlatan Ibrahimović | Suède       | Echange                         | Inter Milan            | Série A                           |
| Keirrison          | Brésil      | Transfert                       | SE Palmeiras           | Série A                           |
| Prêts              |             |                                 |                        |                                   |
| Henrique           | Brésil      | Prêt sans option d'achat (1 an) | Bayer Leverkusen       | Bundesliga                        |
| Keirrison          | Brésil      | Prêt sans option d'achat (1 an) | Benfica Lisbonne       | Liga Sagres                       |
| Víctor Sánchez     | Espagne     | Prêt sans option d'achat (1 an) | Xerez Club Deportivo   | Segunda División                  |
| Alberto Botía      | Espagne     | Prêt sans option d'achat (1 an) | Real Sporting de Gijón | Liga                              |
| Aliaksandr Hleb    | Biélorussie | Prêt sans option d'achat (1 an) | VfB Stuttgart          | Bundesliga                        |
| Martín Cáceres     | Uruguay     | Prêt avec option d'achat (1 an) | Juventus               | Série A                           |
| Départs            |             |                                 |                        |                                   |
| Samuel Eto'o       | Cameroun    | Echange                         | Inter Milan            | Série A                           |
| Fins de contrat    |             |                                 |                        |                                   |
| Albert Jorquera    | Espagne     | Libéré                          | Girona FC              | Segunda División                  |
| Eidur Gudjohnsen   | Islande     | Libéré                          | AS Monaco              | Ligue 1                           |
| Sylvinho           | Brésil      | Fin de Contrat                  | Manchester City        | Premier League                    |

## Joueurs

### Effectif professionnel
L'effectif professionnel de l'équipe première est composé de 21 joueurs.
| N° | Nom                | Poste              | Naissance         | Nationalité sportive | Fin du contrat | Arrivée au club                          |
|    |                    |                    |                   |                      |                |                                          |
| 1  | Víctor Valdés      | Gardien de but     | 14 janvier 1982   | Espagne              | 30 juin 2014   | Formé au club                            |
| 13 | José Manuel Pinto  | Gardien de but     | 15 novembre 1975  | Espagne              | 30 juin 2010   | 2008 du Celta Vigo                       |
|    |                    |                    |                   |                      |                |                                          |
| 2  | Dani Alves         | Arrière droit      | 6 mai 1983        | Brésil               | 30 juin 2012   | 2008 du Séville FC                       |
| 18 | Gabriel Milito     | Défenseur central  | 7 septembre 1980  | Argentine            | 30 juin 2011   | 2007 du Real Saragosse                   |
| 4  | Rafael Márquez     | Défenseur central  | 13 février 1979   | Mexique              | 30 juin 2012   | 2003 de AS Monaco                        |
| 5  | Carles Puyol       | Défenseur central  | 13 avril 1978     | Espagne              | 30 juin 2013   | Formé au club                            |
| 3  | Gerard Piqué       | Défenseur central  | 2 février 1987    | Espagne              | 30 juin 2015   | 2008 de Manchester United, Formé au club |
| 21 | Dmytro Chygrynskiy | Défenseur central  | 7 novembre 1986   | Ukraine              | 30 juin 2014   | 2009 du FC Chakhtar Donetsk              |
| 19 | Scherrer Maxwell   | Arrière gauche     | 27 août 1981      | Brésil               | 30 juin 2013   | 2009 de Inter Milan                      |
| 22 | Éric Abidal        | Arrière gauche     | 11 juillet 1979   | France               | 30 juin 2011   | 2007 de Olympique lyonnais               |
|    |                    |                    |                   |                      |                |                                          |
| 24 | Yaya Touré         | Milieu défensif    | 13 mai 1983       | Côte d'Ivoire        | 30 juin 2012   | 2007 de AS Monaco                        |
| 16 | Sergio Busquets    | Milieu défensif    | 16 juillet 1988   | Espagne              | 30 juin 2013   | Formé au club                            |
| 6  | Xavi Hernández     | Milieu relayeur    | 25 janvier 1980   | Espagne              | 30 juin 2014   | Formé au club                            |
| 8  | Andrés Iniesta     | Milieu relayeur    | 11 mai 1984       | Espagne              | 30 juin 2015   | Formé au club                            |
| 15 | Seydou Keita       | Milieu relayeur    | 16 janvier 1980   | Mali                 | 30 juin 2012   | 2008 du Séville FC                       |
|    |                    |                    |                   |                      |                |                                          |
| 17 | Pedro Rodríguez    | Ailier             | 28 juillet 1987   | Espagne              | 30 juin 2014   | Formé au club                            |
| 10 | Lionel Messi       | Ailier droit       | 24 juin 1987      | Argentine            | 30 juin 2016   | Formé au club                            |
| 14 | Thierry Henry      | Avant-centre       | 17 août 1977      | France               | 30 juin 2011   | 2007 de Arsenal FC                       |
| 11 | Bojan Krkić        | Avant-centre       | 28 août 1990      | Espagne              | 30 juin 2013   | Formé au club                            |
| 9  | Zlatan Ibrahimović | Avant-centre       | 3 octobre 1981    | Suède                | 30 juin 2014   | 2009 de Inter Milan                      |
| 35 | Jeffrén Suárez     | Ailier             | 20 janvier 1988   | Espagne              | 30 juin 2012   | Formé au club                            |
|    |                    |                    |                   |                      |                |                                          |
|    | Josep Guardiola    | Entraîneur         | 18 janvier 1971   | Espagne              | 30 juin 2010   | 2008                                     |
|    | Tito Vilanova      | Entraîneur adjoint | 17 septembre 1968 | Espagne              | 30 juin 2010   | 2008                                     |

Joueurs réserves en provenance du Barça B
| N° | Nom                 | Poste             | Naissance        | Nationalité sportive |  |  |
|    |                     |                   |                  |                      |  |  |
| 30 | Rubén Miño          | Gardien de but    | 18 janvier 1989  | Espagne              |  |  |
|    |                     |                   |                  |                      |  |  |
| 32 | Andreu Fontàs       | Défenseur central | 14 novembre 1989 | Espagne              |  |  |
| 33 | Marc Muniesa        | Défenseur central | 27 mars 1992     | Espagne              |  |  |
|    |                     |                   |                  |                      |  |  |
| 28 | Jonathan dos Santos | Milieu offensif   | 26 avril 1990    | Mexique              |  |  |
|    |                     |                   |                  |                      |  |  |
| 44 | Thiago Alcántara    | Milieu offensif   | 11 avril 1991    | Espagne              |  |  |
| 31 | Gaï Assulin         | Ailier            | 9 avril 1991     | Israël               |  |  |

### Buteurs (toutes compétitions confondues)
- 47 buts : Messi
- 23 buts : Pedro
- 21 buts : Ibrahimović
- 12 buts : Bojan
- 7 buts : Xavi
- 6 buts : Keita
- 4 buts : Henry et Piqué
- 3 buts : Alves
- 2 buts : Jeffrén
- 1 but : Busquets, Iniesta, Márquez, Thiago Alcántara, Yaya Touré et Puyol
- c.s.c. : Luna (CD Tenerife), Escudé (FC Séville) et Prieto (Real Valladolid)

### Buteurs (Coupe d'Espagne)
- 3 buts : Pedro
- 2 buts : Bojan et Xavi
- 1 but : Messi et Ibrahimović

### Buteurs (Supercoupe d'Espagne)
- 2 buts : Messi
- 1 but : Xavi, Pedro, Bojan

### Buteurs (Championnat d'Espagne)
- 34 buts : Messi
- 16 buts : Ibrahimović
- 12 buts : Pedro
- 8 buts : Bojan
- 6 buts : Keita
- 4 buts : Henry
- 3 buts : Alves et Xavi
- 2 buts : Piqué et Jeffrén
- 1 but : Márquez, Iniesta, Yaya Touré, Thiago Alcántara et Puyol
- c.s.c. : Luna (CD Tenerife), Escudé (FC Séville) et Prieto (Real Valladolid)

### Buteurs (Ligue des champions)
- 8 buts : Messi
- 4 buts : Ibrahimović et Pedro
- 2 buts : Piqué
- 1 but : Xavi et Bojan

### Buteurs (Coupe du monde des clubs)
- 2 buts : Messi et Pedro
- 1 but : Busquets

## Résultats

### Matchs amicaux
| Date       | Adversaire            | Lieu                            | Score | Buteurs                                   |
| ---------- | --------------------- | ------------------------------- | ----- | ----------------------------------------- |
| 24/07/2009 | Tottenham             | Wembley Stadium, Londres        | 1-1   | Bojan 31e                                 |
| 26/07/2009 | Al Ahly SC            | Wembley Stadium, Londres        | 1-4   | Bojan 15e Rueda 40e Jeffrén 55e Pedro 66e |
| 01/08/2009 | Los Angeles Galaxy    | Rose Bowl Stadium, Los Angeles  | 1-2   | Pedro 10e Jeffrén 66e                     |
| 06/08/2009 | Seattle Sounders FC   | Qwest Field, Seattle, WA        | 0-4   | Messi 21e 41e Jeffrén 75e Pedro 89e       |
| 09/08/2009 | Chivas de Guadalajara | Candlestick Park, San Francisco | 1-1   | Bojan 15e                                 |
| 21/12/2009 | Kazma Sporting Club   | Al Sadaqua-Walsalam, Koweït     | 1-1   | Bojan 80e                                 |

### Supercoupe d'Espagne
| Date       | J.     | Adversaire      | Lieu                | Score | Buteurs                        |
| ---------- | ------ | --------------- | ------------------- | ----- | ------------------------------ |
| 16/08/2009 | Aller  | Athletic Bilbao | San Mamés, Bilbao   | 1-2   | Xavi 59e Pedro 68e             |
| 23/08/2009 | Retour | Athletic Bilbao | Camp Nou, Barcelone | 3-0   | Messi 50e 68e (pen.) Bojan 72e |

| Supercoupe d'Espagne Vainqueur 2009 |
| ----------------------------------- |
| FC Barcelone 8e Titre               |

### Trophée Joan Gamper
| Date       | Adversaire      | Lieu                | Score | Buteurs |
| ---------- | --------------- | ------------------- | ----- | ------- |
| 19/08/2009 | Manchester City | Camp Nou, Barcelone | 1-0   |         |

### Supercoupe d'Europe
| Date       | Adversaire           | Lieu                   | Score    | Buteurs    |
| ---------- | -------------------- | ---------------------- | -------- | ---------- |
| 28/08/2009 | FC Chakhtior Donetsk | Stade Louis-II, Monaco | 1-0 a.p. | Pedro 115e |

| Supercoupe de l'UEFA Vainqueur 2009 |
| ----------------------------------- |
| FC Barcelone 3e Titre               |

### Parcours enCoupe du monde de football des clubs
| Date       | Tour        | Adversaire              | Lieu                          | Score    | Buteurs                          |
| ---------- | ----------- | ----------------------- | ----------------------------- | -------- | -------------------------------- |
| 16/12/2009 | Demi-finale | CF Atlante              | Stade Sheikh-Zayed, Abou Dabi | 1-3      | Busquets 35e Messi 55e Pedro 67e |
| 19/12/2009 | Finale      | Estudiantes de La Plata | Stade Sheikh-Zayed, Abou Dabi | 1-2 a.p. | Pedro 88e Messi 110e             |

| Coupe du monde des clubs Vainqueur 2009 |
| --------------------------------------- |
| FC Barcelone 1er Titre                  |

### Parcours enCoupe d'Espagne
| Date       | Tour                        | Adversaire       | Lieu                          | Score | Buteurs                                    |
| ---------- | --------------------------- | ---------------- | ----------------------------- | ----- | ------------------------------------------ |
| 28/10/2009 | Seizième de finale (aller)  | Cultural Leonesa | Reino de León, León (Espagne) | 0-2   | Pedro 41e 63e                              |
| 10/11/2009 | Seizième de finale (retour) | Cultural Leonesa | Camp Nou, Barcelone           | 5-0   | Bojan 51e 53e Pedro 62e Messi 63e Xavi 74e |
| 05/01/2010 | Huitième de finale (aller)  | Séville FC       | Camp Nou, Barcelone           | 1-2   | Ibrahimović 74e                            |
| 13/01/2010 | Huitième de finale (retour) | Séville FC       | Sánchez Pizjuán, Séville      | 0-1   | Xavi 64e                                   |

### Parcours enLigue des champions

#### Premier tour
| Date       | J.      | Adversaire    | Lieu                          | Score | Buteurs             |
| ---------- | ------- | ------------- | ----------------------------- | ----- | ------------------- |
| 16/09/2009 | Match 1 | Inter Milan   | Stade San Siro, Milan         | 0-0   |                     |
| 29/09/2009 | Match 2 | Dynamo Kiev   | Camp Nou, Barcelone           | 2-0   | Messi 26e Pedro 76e |
| 20/10/2009 | Match 3 | Roubine Kazan | Camp Nou, Barcelone           | 1-2   | Ibrahimović 48e     |
| 04/11/2009 | Match 4 | Roubine Kazan | Stade Central, Kazan          | 0-0   |                     |
| 24/11/2009 | Match 5 | Inter Milan   | Camp Nou, Barcelone           | 2-0   | Piqué 10e Pedro 26e |
| 09/12/2009 | Match 6 | Dynamo Kiev   | Stade Dynamo Lobanovski, Kiev | 1-2   | Xavi 33e Messi 86e  |

| Rang | Équipe       | Pts | J | G | N | P | Bp | Bc | Diff |
| ---- | ------------ | --- | - | - | - | - | -- | -- | ---- |
| 1    | FC Barcelone | 11  | 6 | 3 | 2 | 1 | 7  | 3  | +4   |
| 2    | Inter Milan  | 9   | 6 | 2 | 3 | 1 | 7  | 6  | +1   |
| 3    | Rubin Kazan  | 6   | 6 | 1 | 3 | 2 | 4  | 7  | -3   |
| 4    | Dynamo Kiev  | 5   | 6 | 1 | 2 | 3 | 6  | 9  | -3   |

#### 1/8 de finale
| Date       | J.     | Adversaire    | Lieu                           | Score | Buteurs                           |
| ---------- | ------ | ------------- | ------------------------------ | ----- | --------------------------------- |
| 23/02/2010 | Aller  | VfB Stuttgart | Mercedes-Benz Arena, Stuttgart | 1-1   | Ibrahimović 52e                   |
| 17/03/2010 | Retour | VfB Stuttgart | Camp Nou, Barcelone            | 4-0   | Messi 13e 60e Pedro 22e Bojan 89e |

#### 1/4 de finale
| Date       | J.     | Adversaire | Lieu                      | Score | Buteurs               |
| ---------- | ------ | ---------- | ------------------------- | ----- | --------------------- |
| 31/03/2010 | Aller  | Arsenal    | Emirates Stadium, Londres | 2-2   | Ibrahimović 46e 59e   |
| 06/04/2010 | Retour | Arsenal    | Camp Nou, Barcelone       | 4-1   | Messi 21e 37e 42e 87e |

#### 1/2 finale
| Date       | J.     | Adversaire  | Lieu                  | Score | Buteurs   |
| ---------- | ------ | ----------- | --------------------- | ----- | --------- |
| 20/04/2010 | Aller  | Inter Milan | Stade San Siro, Milan | 3-1   | Pedro 19e |
| 28/04/2010 | Retour | Inter Milan | Camp Nou, Barcelone   | 1-0   | Piqué 84e |

### Parcours enChampionnat d'Espagne
| Date       | J.  | Adversaire             | Lieu                                      | Score | Buteurs                                            |
| ---------- | --- | ---------------------- | ----------------------------------------- | ----- | -------------------------------------------------- |
| 31/08/2009 | J01 | Real Sporting de Gijón | Camp Nou, Barcelone                       | 3-0   | Bojan 18e Keita 42e Ibrahimović 82e                |
| 13/09/2009 | J02 | Getafe CF              | Coliseum Alfonso Pérez, Getafe            | 0-2   | Ibrahimović 66e Messi 80e                          |
| 20/09/2009 | J03 | Atlético de Madrid     | Camp Nou, Barcelone                       | 5-2   | Ibrahimović 2e Messi 16e 90+3e Alves 30e Keita 42e |
| 23/09/2009 | J04 | Racing Santander       | Stade El Sardinero, Santander             | 1-4   | Ibrahimović 20e Messi 24e 63e Piqué 27e            |
| 27/09/2009 | J05 | Málaga CF              | Stade La Rosaleda, Malaga                 | 0-2   | Ibrahimović 39e Piqué 60e                          |
| 04/10/2009 | J06 | UD Almería             | Camp Nou, Barcelone                       | 1-0   | Pedro 31e                                          |
| 18/10/2009 | J07 | Valence CF             | Estadio de Mestalla, Valence              | 0-0   |                                                    |
| 25/10/2009 | J08 | Real Saragosse         | Camp Nou, Barcelone                       | 6-1   | Keita 24e 41e 86e Ibrahimović 29e 56e Messi 80e    |
| 31/10/2009 | J09 | Osasuna Pampelune      | Reyno de Navarra, Pampelune               | 1-1   | Keita 72e                                          |
| 07/11/2009 | J10 | RCD Majorque           | Camp Nou, Barcelone                       | 4-2   | Pedro 11e 40e Henry 43e Messi 86e                  |
| 21/11/2009 | J11 | Athletic Bilbao        | Stade San Mamés, Bilbao                   | 1-1   | Alves 54e                                          |
| 29/11/2009 | J12 | Real Madrid            | Camp Nou, Barcelone                       | 1-0   | Ibrahimović 56e                                    |
| 02/12/2009 | J15 | Xerez CD               | Municipal Chapín, Jerez de la Frontera    | 0-2   | Henry 46e Ibrahimović 90+3e                        |
| 05/12/2009 | J13 | Deportivo La Corogne   | Stade du Riazor, La Corogne               | 1-3   | Messi 27e 80e Ibrahimović 88e                      |
| 12/12/2009 | J14 | Espanyol Barcelone     | Camp Nou, Barcelone                       | 1-0   | Ibrahimović 39e (pen.)                             |
| 02/01/2010 | J16 | Villarreal CF          | Camp Nou, Barcelone                       | 1-1   | Pedro 7e                                           |
| 10/01/2010 | J17 | CD Tenerife            | Stade Heliodoro-Rodríguez-López, Tenerife | 0-5   | Messi 35e 45e 75e Puyol 44e Luna 85e (csc)         |
| 17/01/2010 | J18 | Séville FC             | Camp Nou, Barcelone                       | 4-0   | Escudé 49e (csc) Pedro 70e Messi 85e 90+2e         |
| 23/01/2010 | J19 | Real Valladolid        | Stade José Zorilla, Valladolid            | 0-3   | Xavi 21e Alves 22e Messi 56e                       |
| 31/01/2010 | J20 | Real Sporting de Gijón | El Molinón, Gijón                         | 0-1   | Pedro 29e                                          |
| 07/02/2010 | J21 | Getafe CF              | Camp Nou, Barcelone                       | 2-1   | Messi 5e Xavi 66e                                  |
| 14/02/2010 | J22 | Atlético de Madrid     | Stade Vicente Calderón, Madrid            | 2-1   | Ibrahimović 27e                                    |
| 20/02/2010 | J23 | Racing Santander       | Camp Nou, Barcelone                       | 4-0   | Iniesta 7e Henry 29e Márquez 34e Thiago 84e        |
| 28/02/2010 | J24 | Málaga CF              | Camp Nou, Barcelone                       | 2-1   | Pedro 69e Messi 84e                                |
| 06/03/2010 | J25 | UD Almería             | Stade des Jeux méditerranéens, Almería    | 2-2   | Messi 42e 67e                                      |
| 14/03/2010 | J26 | Valence CF             | Camp Nou, Barcelone                       | 3-0   | Messi 56e 81e 83e                                  |
| 21/03/2010 | J27 | Real Saragosse         | La Romareda, Saragosse                    | 2-4   | Messi 5e 66e 78e Ibrahimović 90+1e (pen.)          |
| 24/03/2010 | J28 | Osasuna Pampelune      | Camp Nou, Barcelone                       | 2-0   | Ibrahimović 73e Bojan 89e                          |
| 27/03/2010 | J29 | RCD Majorque           | Ono Estadi, Palma de Majorque             | 0-1   | Ibrahimović 63e                                    |
| 03/04/2010 | J30 | Athletic Bilbao        | Camp Nou, Barcelone                       | 4-1   | Jeffrén 27e Bojan 40e 58e Messi 66e                |
| 10/04/2010 | J31 | Real Madrid            | Stade Santiago Bernabéu, Madrid           | 0-2   | Messi 33e Pedro 56e                                |
| 14/04/2010 | J32 | Deportivo La Corogne   | Camp Nou, Barcelone                       | 3-0   | Bojan 16e Pedro 69e Yaya Touré 72e                 |
| 17/04/2010 | J33 | Espanyol Barcelone     | Stade olympique de Montjuic, Barcelone    | 0-0   |                                                    |
| 24/04/2010 | J34 | Xerez CD               | Camp Nou, Barcelone                       | 3-1   | Jeffrén 14e Henry 24e Ibrahimović 56e              |
| 02/05/2010 | J35 | Villarreal CF          | El Madrigal, Vila-real                    | 1-4   | Messi 19e 8e Xavi 34e Bojan 42e                    |
| 04/05/2010 | J36 | CD Tenerife            | Camp Nou, Barcelone                       | 4-1   | Messi 17e 90+3e Bojan 63e Pedro 77e                |
| 09/05/2010 | J37 | Séville FC             | Sánchez Pizjuán, Séville                  | 2-3   | Messi 5e Bojan 28e Pedro 62e                       |
| 16/05/2010 | J38 | Real Valladolid        | Camp Nou, Barcelone                       | 4-0   | Prieto 27e (csc) Pedro 31e Messi 62e 76e           |

mis à jour le 9 mai 2010
| Rang | Équipe                 | Pts | J  | G  | N  | P  | Bp  | Bc | Diff |
| ---- | ---------------------- | --- | -- | -- | -- | -- | --- | -- | ---- |
| 1    | FC Barcelone T S SU MC | 99  | 38 | 31 | 6  | 1  | 98  | 24 | +74  |
| 2    | Real Madrid V          | 96  | 38 | 31 | 3  | 4  | 102 | 35 | +67  |
| 3    | Valence CF             | 71  | 38 | 21 | 8  | 9  | 59  | 40 | +19  |
| 4    | FC Séville C           | 63  | 38 | 19 | 6  | 13 | 65  | 49 | +16  |
| 5    | RCD Majorque           | 62  | 38 | 18 | 8  | 12 | 59  | 44 | +15  |
| 6    | Getafe CF              | 58  | 38 | 17 | 7  | 14 | 58  | 48 | +10  |
| 7    | Villarreal CF          | 57  | 38 | 16 | 8  | 14 | 58  | 57 | +1   |
| 8    | Athletic Bilbao        | 54  | 38 | 15 | 9  | 14 | 50  | 53 | -3   |
| 9    | Atlético de Madrid C3  | 47  | 38 | 13 | 8  | 17 | 57  | 61 | -4   |
| 10   | Deportivo La Corogne   | 47  | 38 | 13 | 8  | 17 | 35  | 49 | -14  |
| 11   | Espanyol Barcelone     | 44  | 38 | 11 | 11 | 16 | 29  | 46 | -17  |
| 12   | Osasuna Pampelune      | 43  | 38 | 11 | 10 | 17 | 37  | 46 | -9   |
| 13   | UD Almeria             | 42  | 38 | 10 | 12 | 16 | 43  | 55 | -12  |
| 14   | Real Saragosse P       | 41  | 38 | 10 | 11 | 17 | 46  | 64 | -18  |
| 15   | Sporting de Gijón      | 40  | 38 | 9  | 13 | 16 | 36  | 51 | -15  |
| 16   | Racing Santander       | 39  | 38 | 9  | 12 | 17 | 42  | 59 | -17  |
| 17   | Málaga                 | 37  | 38 | 7  | 16 | 15 | 42  | 48 | -6   |
| 18   | Real Valladolid        | 36  | 38 | 7  | 15 | 16 | 37  | 62 | -25  |
| 19   | CD Tenerife P          | 36  | 38 | 9  | 9  | 20 | 40  | 74 | -34  |
| 20   | Xerez CD P             | 34  | 38 | 8  | 10 | 20 | 38  | 66 | -28  |

Qualifications européennes
Ligue des champions 2010-2011
- Phase de groupes
- Tour de barrages pour non-champions

Ligue Europa 2010-2011
- C3  : phase de groupes
- Tour de barrages

Relégation
- Segunda División

Abréviations
T : Tenant du titre

V : Vice-champion 2008-2009

S : Vainqueur de la Supercoupe d'Espagne 2009

SU : Vainqueur de la Supercoupe de l'UEFA 2009

MC : Vainqueur du Mondial des clubs 2009

C : Vainqueur de la Coupe du Roi 2009-2010

C3 : Vainqueur de la Ligue Europa 2009-2010

P : Promus de Segunda División 2008-2009
| Liga BBVA Champion 2009-2010 |
| ---------------------------- |
| FC Barcelone 20e Titre       |